# Pierre Montagnon
Pour les articles homonymes, voir Montagnon.
Pierre Montagnon, né le 2 août 1931 à Paris, est un militaire et essayiste français.
Ses livres, publiés essentiellement chez Pygmalion, ont pour thème l'histoire de la France et de l'Empire colonial français, des victoires et défaites de son Armée, de la Seconde Guerre mondiale à la période de décolonisation et, en particulier, des deux conflits majeurs qui la marquèrent (Indochine et Algérie). Bien qu'étayée sur le recours systématique aux archives des Forces armées françaises, son œuvre n'en privilégie pas moins les témoignages directs (interviews des protagonistes de l'histoire) et elle n'hésite pas à faire appel aux souvenirs personnels de l'auteur. Pierre Montagnon a aussi écrit sur l'École de Saint-Cyr et la Légion étrangère.

## Biographie
Ancien élève du Prytanée militaire de La Flèche et de l'École spéciale militaire de Saint-Cyr, il sert comme officier au 2e REP en Algérie. Il est blessé le 18 décembre 1956 dans la région d’El Mezeraa au sud de Tebessa.
En avril 1961, il est l'un des officiers qui rallie le régiment au putsch des généraux en l'absence de son chef de corps (le lieutenant-colonel Darmuzai). À la suite de l'échec du putsch, il devient un des cadres opérationnels de l'Organisation armée secrète (OAS) où il est responsable du secteur est d'Alger (le quartier Hussein-Dey). Dans la pratique, les chefs de secteurs auront peu d'autorité et devront se contenter d'accompagner les initiatives locales de la base sans parvenir à imposer de discipline et encore moins de plan d'ensemble.
En mars 1962, après l'échec du soulèvement de Bab el Oued et la tuerie de la rue d'Isly où l'armée tire sur la foule des manifestants pieds-noirs, le capitaine Montagnon prend le maquis dans le massif de l'Ouarsenis,. À la tête de 80 hommes, Montagnon et un groupe d'officiers gagnent la région d'Orléansville (actuellement Chlef), afin de combattre le FLN et de créer une zone « libérée ». L'opération fait long feu et, en avril 1962, encerclé par l'armée française, le capitaine Montagnon doit se rendre. En janvier 1963, il est condamné à six ans de réclusion et, à la faveur d'une amnistie, libéré en décembre 1964.
Pierre Montagnon entame alors une carrière de chef d'entreprise dans la distribution de matériel de chauffage. En parallèle, il publie son premier livre Pas même un caillou (1965). Il faudra attendre 1984 pour qu'il publie un deuxième ouvrage La Guerre d'Algérie, qui reçoit le prix Biguet de l'Académie française (prix de littérature et philosophie).

## Principales œuvres
- 1965. Pas même un caillou, Éditions Saint-Just  (ISBN 2-85704-307-4)
- 1984. La Guerre d'Algérie : genèse et engrenage d'une tragédie. (couronné par l'Académie française)[5]
- L’Affaire Si Salah (Un récit témoignage sur la guerre d'Algérie), 1987
- La France coloniale (en 2 volumes), 1988 et 1990
  - La Gloire de l'Empire (Du temps des Croisades à la veille de la Seconde guerre mondiale)[6]
  - Retour à l'Hexagone (Des premières aspirations à l'indépendance aux inéluctables réalités de la décolonisation)
- 1992. La grande histoire de la Seconde guerre mondiale : Septembre 1938 - Juin 1940. Tome 1 : De Munich à Dunkerque - Pygmalion
- 1992. La grande histoire de la Seconde guerre mondiale : Juin 1940 - Juin 1941. Tome 2 : De l'armistice à la guerre du désert - Pygmalion
- 1993. La grande histoire de la Seconde guerre mondiale : Juin 1941 - Décembre 1941. Tome 3 : De l'invasion de l'URSS à Pearl Harbor - Pygmalion
- 1993. La grande histoire de la Seconde guerre mondiale : Décembre 1941 - Novembre 1942. Tome 4 : Des premières victoires du Japon à Stalingrad et El-Alamein. Pygmalion (ISBN 9782857044024)
- 1994. La grande histoire de la Seconde Guerre mondiale: Novembre 1942-Octobre 1943 Tome 5 : Du débarquement en AFN à l'invasion de l'Italie - Pygmalion
- 1994. La grande histoire de la Seconde Guerre mondiale: 6 juin 1944. Octobre 1943 - Juillet 1944 - Tome 6 : Le jour J et la guerre dans le monde  (ISBN 9782857044222)[7]
- 1994. La grande histoire de la Seconde Guerre mondiale: Juillet 1944 - Décembre 1944 Tome 7 : De la reconquête des Philippines à la bataille des Ardennes
- 1995. La grande histoire de la Seconde guerre mondiale. Janvier 1945 - Mai 1945 Tome 8 : De l'assaut final contre le Japon à la capitulation du IIIe Reich. Pygmalion. (ISBN 9782857044543)
- 1995. La grande histoire de la Seconde guerre mondiale. Mai 1945 - Septembre 1945 Tome 9 : De la décomposition du IIIe Reich à Hiroshima et à la chute du Japon - Pygmalion
- 1996. La grande histoire de la Seconde guerre mondiale. Septembre 1945 - Octobre 1946 Tome 10 : Du procès Laval au jugement de Nuremberg. Pygmalion.
- 1996. 42, rue de la Santé (Une prison politique 1857-1968),  (ISBN 9782857045007)
- 1997. La conquête de l'Algérie (Les germes de la discorde).  (ISBN 9782857042044)
- 1997. Histoire de l'armée française (Des milices royales à l'armée de métier). ISBN
- 1998. Histoire de l'Algérie (Des origines à nos jours).  (ISBN 978-2756407067)
- 1999.  La grande histoire de la Seconde guerre mondiale (Vol 1: Sep 1938 - Oct 1943; Vol 2: Oct 1943 - Oct 1946). Pygmalion.  (ISBN 978-2857046110)
- 2000. Les Maquis de la Libération (1942-1944).  (ISBN 9782857046219)
- 2002. Saint-Cyr (Deux siècles au service de la France). (ISBN 978-2857047742)
- 2003. Histoire des commandos (en trois volumes).  (ISBN 2756411108)
  - (1933-1943)
  - (1944-1945)
  - (De 1945 à la prise d'otages à Marignane)
- 2004. France-Indochine: Un siècle de vie commune (1858-1954). Pygmalion.  (ISBN 978-2857049272)
- 2004. La guerre d'Algérie : genèse et engrenage d'une tragédie. (Edition française). Pygmalion.  (ISBN 9782857049852)
- 2005. Les Parachutistes de la Légion (1948-1962).  (ISBN 978-2857049401)
- 2006. Légionnaires d'hier et d'aujourd'hui. Pygmalion.  (ISBN 978-2857049951)
- 2008. Dictionnaire de la Seconde Guerre mondiale. Pygmalion.  (ISBN 9782756401669)
- 2008. Histoire de la Légion : de 1831 à nos jours. Pygmalion.  (ISBN 9782756402437)
- 2009. La France dans la guerre 39-45. Pygmalion.  (ISBN 978-2756400440)
- 2010. Dictionnaire de la colonisation française, Pygmalion, 866 p.[8]
- 2011. Histoire des commandos, Vol. 1. 1939-1943 . Pygmalion.  (ISBN 9782756405407)
- 2011. Histoire des commandos, Vol. 2. 1944-1945. Pygmalion.  (ISBN 9782756405414)
- 2011. Histoire des commandos, Vol.3. De 1945 à la prise d'otages à Marignane. Pygmalion.  (ISBN 9782756405421)
- 2011. 12 récits de chevaux qui ont changé l'histoire. Pygmalion.  (ISBN 9782756404240)
- 2012. Histoire de l'Algérie : des origines à nos jours. Pygmalion.  (ISBN 9782756407067)
- 2012. La bataille de Stalingrad. Rocher.  (ISBN 9782268072678)[9]
- 2012. L'Armée d'Afrique de 1830 à l'indépendance de l'Algérie. Pygmalion.  (ISBN 9782756405742)
- 2012. Histoire de la Légion: de 1831 à nos jours. Tallandier.  (ISBN 9782847347845)
- 2013. Dictionnaire de la Grande Guerre: 1914-1918. Pygmalion.  (ISBN 9782756408330)
- 2014. L'épée et la plume: de Monluc à De Gaulle. B. Giovanangeli.  (ISBN 9782758701262)
- 2014. Histoire de la gendarmerie. Pygmalion.  (ISBN 9782756414294)
- 2014. Histoire des commandos: 1939-2011. Pygmalion.  (ISBN 9782756411101)
- 2016. Joseph Gallieni - Le vrai vainqueur de la Marne, éditions Via Romana  (ISBN 978-2-37271-061-9)
- 2018. Les batailles qui façonnèrent l'identité et les frontières de la France. éditions Vallard  (ISBN 978-2-940556-39-7)
- 2018. L'honneur, pas les honneurs: mémoires. Tome I, Avec le 2e REP en Algérie. éditions L'Artilleur  (ISBN 978-2-7587-0217-7)[10]
- 2019. L'honneur, pas les honneurs: mémoires. Tome II, Le Soviet des capitaines. éditions L'Artilleur  (ISBN 978-2-7587-0222-1)[11]
- 2020. Le legs français, Algérie 1830-1962. éditions L'Artilleur  (ISBN 978-2-7587-0231-3)
- 2021. La Révolte des Centurions: Un officier au putsch d'Alger, L'Artilleur  (ISBN 978-2-8100-0977-0)

## Récompenses et distinctions

### Décorations
- Commandeur de la Légion d'honneur[12] à titre militaire.
- Croix de la Valeur militaire: sept fois cité, il a, par ailleurs, été deux fois blessé comme chef de section dans les rangs des parachutistes de la Légion [13],[14].
- Insigne des blessés militaires: deux citations

### Récompenses
- Prix Biguet de l'Académie française en 1985 pour La Guerre d'Algérie : genèse et engrenage d'une tragédie[15].
- Prix littéraire de La Saint-Cyrienne 2010[16].